# Boggy Depot
Boggy Depot è l'album di debutto da solista di Jerry Cantrell, chitarrista e seconda voce del gruppo statunitense Alice in Chains. È stato pubblicato il 31 marzo 1998 dalla Columbia Records.

## Esordio
Nel 1996, dopo che gli Alice in Chains hanno aperto il primo concerto di reunion dei Kiss a Detroit, Jerry Cantrell ha iniziato a lavorare al suo primo album da solista. Con l'aiuto del produttore Toby Wright, che aveva già collaborato con gli Alice in Chains, Cantrell ha terminato la registrazione dell'album intorno al 1997. La Columbia Records inizialmente aveva progettato l'uscita per l'ottobre del 1997. La prima fonte on-line aveva annunciato che il titolo dell'album sarebbe stato "Bogey Depot".
Nel febbraio del 1998, Cantrell ha parlato della situazione degli Alice in Chains e del suo nuovo progetto:
"Well, there's really nothing's up with Alice in Chains. We've been together for 11 years now, and we've done a lot of great music together and accomplished a lot of things and that's very special to me. We're a part of a group of fans that really put their stamp on the map, actually, on the world for that matter, and far surpassed where we probably initially thought we'd get to. So that's cool. That's in the books, and that's something we did and something to be proud of. But there also comes a point in the life of any band, I think, that it's time to change, and time to try new things."
Cantrell e la Columbia hanno lanciato il sito ufficiale del musicista, JerryCantrell.com, nel marzo del 1998 per promuovere il disco. Il lancio pubblicitario includeva anche il videoclip del primo singolo "Cut You In". Sul sito c'era anche un'intervista video dove Cantrell spiegava che aveva voglia di avventurarsi a questo nuovo progetto già da un po' di tempo e visto che con gli Alice in Chains si era arrivati ad un punto morto, finalmente si era presentata la possibilità concreta di provare. Tuttavia, nel numero di giugno 1998 della rivista Guitar World, Cantrell ha chiarito che la sua impresa era in realtà solo una risposta riluttante all'inattività della band:
"It's something I never really wanted to do, but the way things have played out, it's like, why not? To be honest, I'd just be happy being the lead guitarist and singer for Alice in Chains. It's always been my first love, and always will be, but the situation being what it is... we've been together for a long time, and right now it's kinda played out... Now I've got to step up to the plate and take a few swings."
Boggy Depot include parti di pianoforte, organo e elementi di musica country presenti nei pezzi "Hurt a Long Time" e "Between". Cantrell ha confermato che da bambino è cresciuto a suon di country e che ammira le forti emozioni trasmesse attraverso quel genere di musica. Tuttavia, le chitarre pesanti e distorte precedentemente ascoltate negli album degli Alice in Chains e che hanno caratterizzato il loro sound, sono innegabilmente presenti soprattutto nei brani "Jesus Hands" e "Keep the Light on". Le tracce "Settling Down" e "Hurt a Long Time" originariamente erano state scritte per essere inserite nell'album del 1995 Alice in Chains ma il gruppo ha scelto di non registrarle.
Nel disco hanno collaborato il bassista Mike Inez e il batterista Sean Kinney degli Alice in Chains. Altri tre noti bassisti hanno contribuito alla registrazione dell'album: Rex Brown dei Pantera, John Norwood Fisher dei Fishbone e Les Claypool dei Primus. Cantrell ha conosciuto questi musicisti durante il festival Lollapalooza del 1993 e da allora le varie band hanno collaborato spesso sul palco.

## Strumentazione
In termini di amplificatori, Cantrell ha utilizzato la testata Peavey 5.150 regalatagli da Eddie van Halen, nonché Marshalls, Fenders e Soldanos. La band ha usato un sacco di pedali RAT e una distorsione Electro-Harmonix su "Jesus Hand". Secondo Cantrell hanno anche usato dei microfoni vintage, tra cui uno che Toby Wright ha acquistato per 20 dollari in un negozio di pegno. Cantrell ha utilizzato in gran parte le stesse chitarre che suonava insieme agli Alice in Chains, incluse la G&L Rampage, la Les Paul Goldtop del 1952 e vecchie Stratocaster e Telecaster. Ha inoltre acquistato una Nancy Wilson Les Paul Junior. Cantrell ha anche mescolato varie chitarre su alcuni brani, per esempio, in "Dickeye", una Goldtop è stato utilizzato per il canale sinistro, mentre la sua Les Paul bianca è andato a destra.

## Tracce
Testi e musiche di Jerry Cantrell.
1. Dickeye – 5:07
2. Cut You In – 3:23
3. My Song – 4:07
4. Settling Down – 6:12
5. Breaks My Back – 7:07
6. Jesus Hands – 5:37
7. Devil by His Side – 4:50
8. Keep the Light On – 4:49
9. Satisfy – 3:35
10. Hurt a Long Time – 5:41
11. Between – 3:37
12. Cold Piece – 8:29